# Francesco Paolo Cantelli
Francesco Paolo Cantelli (Palermo, 20 dicembre 1875 – Roma, 21 luglio 1966) è stato un matematico e statistico italiano che ha dato importanti contributi alla teoria della probabilità e alla matematica finanziaria e attuariale.

## Biografia
Si laureò in matematica nel 1899 all'Università di Palermo con una tesi sulle meccaniche celesti e negli anni successivi i suoi campi d'interesse riguardarono l'astronomia; lavorò fino al 1903 presso l'Osservatorio astronomico di Palermo.
Dal 1903 al  1923 Cantelli lavorò come attuario presso l'Istituto di Previdenza della Cassa Depositi e Prestiti. Durante questi anni svolse ricerche in matematica finanziaria e attuariale e cominciò ad approfondire la teoria della probabilità, che divenne presto il suo principale campo di ricerca.
Tra il 1916 e il 1917 contribuì alla teoria della convergenza stocastica e nel 1918 estese la legge dei grandi numeri di Émile Borel basandosi sulla disuguaglianza di Cantelli.
Nel 1930 fondò il Giornale dell'Istituto Italiano degli Attuari conducendolo fino al 1958. Tale organo divenne una delle principali riviste scientifiche nel campo della statistica a livello mondiale.
Nell'ambito dei suoi interessi in astronomia, utilizzò le informazioni astronomiche presenti nella Divina Commedia per mostrare che il viaggio immaginario di Dante si svolse nell'anno 1301.
Fu socio nazionale dell'Accademia nazionale dei Lincei dal 1950.

## Scritti
- Sull'adattamento delle curve ad una serie di misure e osservazioni, 1905
- Genesi e costruzione delle tavole di mutualità, 1914
- Sulla legge dei grandi numeri, 1916
- La tendenza a un limite nel senso del calcolo delle probabilità, 1916
- Sulla probabilità come limite della frequenza in "Rendiconti della Reale Accademia dei Lincei", 1917
- Teoria astratta della probabilità, 1932, dove dimostra la corrispondenza tra le nozioni probabilistiche con la teoria della misura
- Considerazioni sulla legge uniforme dei grandi numeri e sulla generalizzazione di un fondamentale teorema del Sig. Paul Levy, 1933
- Sulla determinazione empirica delle leggi di probabilità, 1933
- Su una teoria astratta del calcolo delle probabilità e sulla sua applicazione al teorema detto "delle probabilità zero e uno", 1939